# اشلی واکر (بازیکن بسکتبال)
اشلی واکر (انگلیسی: Ashley Walker؛ زادهٔ ۲۴ فوریهٔ ۱۹۸۷) بازیکن بسکتبال اهل ایالات متحده آمریکا است.